# آندریاس گیلچن
آندریاس گیلچن (انگلیسی: Andreas Gielchen) (۲۷ اکتبر ۱۹۶۴ – ۳ فوریه ۲۰۲۳) بازیکن فوتبال در پست های هافبک و مدافع اهل آلمان غربی بود.
از باشگاه‌هایی که در آن بازی کرده بود می‌توان به باشگاه فوتبال دویسبورگ، باشگاه فوتبال برگیش گلادباخ، باشگاه فوتبال آلمانیا آخن، و باشگاه فوتبال کلن اشاره کرد.
وی همچنین در تیم ملی فوتبال زیر ۲۱ سال آلمان سابقه بازی داشته است.